# Rostislav Stratimirovich
Rostislav Stratimirovich é um líder búlgaro e líder nacional do século 17, que afirma ser da dinastia real de Shishman, do ramo de Dinastia Esracimir.
Fundador da família nobre russa Saveliev-Rostislavich. Um dos líderes da Segunda Revolta de Tarnovo, que eclodiu em 1686.
Suas ações foram ditadas pela fúria da Grande Guerra Turca e pela intervenção da Rússia ao lado da Liga Santa dos Balcãs, com a qual se iniciou Guerra Russo-Turca (1686-1700). 
O levante organizado por ele foi derrotado e ele e os outros organizadores fugiram para a Rússia e se estabeleceram em Moscou.